# Sécurité informatique externalisée
La sécurité informatique externalisée (ou Security as a service en anglais) est une technique qui vise à offrir une solution de sécurité informatique externalisée via le Web et non plus en interne. Ce concept, apparu au début des années 2000, dérive de celui de software as a service.

## Principe
La sécurité informatique externalisée permet aux sociétés de se protéger contre les virus informatiques et les spams en déviant leur flux de données vers des centres de données (data centers) qui les filtrent et les renvoient dans l'entreprise. L'entreprise ne doit plus acquérir elle-même un logiciel pare-feu (firewall en anglais) et assurer sa maintenance. Ce service a été développé à partir de 1999 par des sociétés informatique. La facturation est généralement faite sur base du nombre d’utilisateurs. Ce type de service porte également le nom de Security On Demand, Sécurité Externalisée.

## Avantages
- Selon ses promoteurs, l’infrastructure nécessaire, la charge de travail et les coûts sont fortement réduits puisque l'abonnement inclut les frais de maintenance pour l'ensemble du service.
- La mise à jour est beaucoup plus fréquente qu’avec les solutions « classiques » et le niveau de détection est plus important grâce à l’utilisation d’un moteur heuristique qui s’appuie sur l’expérience des autres utilisateurs reliés au service.

## Inconvénients
- Les données de la société cliente transitent par des centres de données extérieures, ce qui peut poser des questions de confiance, notamment quant à la sécurité lors de la transmission des données bien que dans la plupart des cas, les données sensibles comme le nom de l'utilisateur sont cryptées.

## Acteurs du métier
- McAfee (pionnier du métier depuis 1987)[1]
- Microsoft (offre Onecare)[2]
- Palo Alto Networks
- Symantec[1]
- Trend Micro[1]
- etc.